# (6498) Ko
(6498) Ko est un astéroïde de la ceinture principale.

## Description
(6498) Ko est un astéroïde de la ceinture principale. Il fut découvert le 26 octobre 1992 à Kitami par Kin Endate et Kazuro Watanabe. Il présente une orbite caractérisée par un demi-grand axe de 2,28 UA, une excentricité de 0,17 et une inclinaison de 8,0° par rapport à l'écliptique.

## Compléments